# 横川の僧都
横川の僧都（よかわのそうづ）は、『源氏物語』に登場する架空の人物。「横川の僧都」とは、僧都の位をもって横川を拠点に活動している僧侶であることに由来する呼称である。『源氏物語』の登場人物の中でこれに該当する人物としては、「賢木」の巻に登場する藤壺中宮の伯父にあたる人物もいるものの、通常『源氏物語』の登場人物として「横川の僧都」と呼ぶときには、「手習」巻以降に登場する浮舟を助けて出家させた人物のことをいう。

## 概要
多くの弟子を持ち比叡山の最も奥にある横川中堂を拠点に修行しているしばしば宮廷に呼ばれるほど徳の高い僧都の位を持った僧侶である。年齢は50歳くらい。入水したが死にきれなかった浮舟を助ける。後にその願いを聞き、浮舟を出家させた。
この人物は「いと尊き人」と記されており、優れた僧侶としての側面を持ちながらも、年老いた母尼が病に倒れたと聞くと修行を中断して母の元に赴くようなともすれば俗物的とも見えかねない側面をともに持ち合わせている。『源氏物語』には多くの僧侶が登場するが、この人物ほど人間が描かれている人物はいないともされ、『源氏物語』の終盤の二巻においてさまざまな問題を提供する存在であり、浮舟物語－宇治十帖、ひいては『源氏物語』全体の主題・構想を解明する手がかりとして、『源氏物語』において最もよく議論されるテーマの一つになっている。

## 家系
この横川の僧都には何人かの係累が記されているが、その中で特に僧都に影響を及ぼす形で作品中でも重要な役割を担っているのは尼になっている母親と妹（小野の妹尼）であり、この2人は共に比叡山の西坂本の小野に住んでいる。妹はかつて衛門督と結婚して娘ももうけたが、夫にも娘に先立たれた後出家し、登場時点で「五十ばかり」と記されている。この妹尼は浮舟を中将と結婚したが死んでしまった娘の身代わりだとして喜び、浮舟を娘の夫であった中将と再婚させようとし、中将もその気になって浮舟に歌を贈ったりしている。一部の古系図において、この妹尼は本文中には使われていない実在の人物である横川の僧都のモデルとされる源信の妹である「安養尼」の名前で記されており、そのような古系図は「安養尼本古系図」との名称で呼ばれている。母尼は「八十余りの」と記されており、『源氏物語』の登場人物の中で年齢の明記されている人物としては最高齢である。その他甥に紀伊守になっている人物がいる。

## モデル
この人物のモデルは『源氏物語』が成立した時代の著名な高僧であり、僧都の位を持つ、横川を拠点に活動している、僧侶になった母と妹がいるなど多くの共通点を持った源信（恵心僧都）（942年 - 1017年）とされており、古くは室町時代初期の注釈書である『河海抄』に「なにがし僧都とは恵心僧都なり」との指摘がある。この横川の僧都は『源氏物語』の本文中において「なにがしの僧都」と形容されているが、『源氏物語』の本文中において「なにがし」と形容されているものは、『源氏物語』が書かれた当時の人々にとって何のことであるのか明らかな場合にのみ使われているのであろうとされている。但し作中の横川僧都と史実の源信僧都とを詳細に比較すると、母尼が比較的早くに死去したことや妹尼の結婚歴の有無など異なる点も多く、源信僧都に準拠しているとは言い難いのではないかとの指摘もある。

## 登場する巻
横川の僧都は直接には以下の巻で登場し、本文中ではそれぞれ以下のように表記されている。
- 「第53帖 手習」 - 某僧都、僧都、僧都の御坊、僧都の君
- 「第54帖 夢浮橋」 - 僧都

なお、この人物は鎌倉時代初期に書かれたと見られる『源氏物語』の補作である『山路の露』にも登場しており、「某僧都」、「僧都」などと表記されている。

## 各巻での活動
初瀬詣での帰りに病気の母尼を宇治に出迎えた折に身投げしたが死にきれず宇治院の樹の下に倒れていた浮舟を見つける。弟子たちが、「変化の者ではないか」・「すでに死んでおり、死体に触れると汚れる」などとして反対していたのを押し切って助ける。観音からの授かり物と考えた妹尼のために浮舟を小野の草庵に連れ帰る。さらにいつまで経っても浮舟が正気に戻らないため修行の山籠もりを中断して浮舟の為に修法を行い蘇生させる。意識の戻った浮舟の懇願に負けて授戒する。その後一品の宮病気回復祈願のため宮中へ赴いた際明石の中宮に「素性の不明な女性を助けた」と浮舟のうわさ話をする。（「第53帖 手習」）
明石の中宮から「素性の不明な女性」の話を聞いた薫が浮舟のことではないかと考えて横川を訪ねたことにより僧都は初めて浮舟の素性を知ることになる。その後薫に頼まれる形で浮舟に手紙を書いて小君に託している。（「第54帖 夢浮橋」）

## 手紙
横川の僧都が浮舟に宛てた手紙の内容については浮舟に還俗を勧めるものとする解釈が『岷江入楚』所引の「箋」以降古注釈の時代には一般的であったが、多屋頼俊が「還俗を勧めているのではない」とする解釈を示して以来、この手紙が還俗を勧めているのかそうでないのかということについては古注釈以来の還俗を勧めているとする解釈が有力ではあるものの賛成・反対さまざまな議論がある。

## その他の横川の僧都
芥川龍之介の短編小説である「地獄変」や「邪宗門」にも「横川の僧都」なる人物が登場している。これらの作品は「源氏物語の横川の僧都」とは直接の関わりは無く、『宇治拾遺物語』、『大鏡』や『栄花物語』などの記述をもとにしたものであるが、それらの記述はいずれも実在の僧侶「源信」がモデルとなっていると見られる点が「源氏物語の横川の僧都」と共通している。